# Проценко Євгенія Валеріївна
Проценко Євгенія Валеріївна (25 листопада 1983) — російська ватерполістка.
Учасниця Олімпійських Ігор 2008 року. Бронзова медалістка Чемпіонату світу з водних видів спорту 2009 року.